# Bernd Blöbaum
Bernd Blöbaum (* 1957 in Herford) ist ein deutscher Kommunikations- und Medienwissenschaftler.

## Wissenschaftliche Laufbahn
Nach dem Abitur studierte Blöbaum von 1976 bis 1982 Soziologie, Publizistik und Politikwissenschaft an der Ruhr-Universität Bochum und der Freien Universität Berlin. Anschließend machte er ein journalistisches Volontariat bei Neuen Westfälischen in Bielefeld und arbeitete dort einige Jahre als Sportredakteur.
Seit 1987 war Blöbaum als wissenschaftlicher Mitarbeiter am Institut für Journalistik der Universität Dortmund tätig. Dort initiierte er 1990 als medienpraktisches Projekt für Studierende des Instituts die erste deutsche Campuszeitung Indopendent und leitete sie jahrelang als Herausgeber. 1994 schloss er seine Promotion, 1998 seine Habilitation in Dortmund ab.
Nach Vertretungsprofessuren an der Universität Hamburg (1998/99) und der Otto-Friedrich-Universität Bamberg (1999–2001) wurde Blöbaum 2001 als Professor für Kommunikationswissenschaft an die Westfälische Wilhelms-Universität in Münster berufen. Die Schwerpunkte seiner wissenschaftlichen Arbeit liegen auf den Gebieten der Medientheorie und -praxis, Journalismus- und Mediennutzungsforschung sowie „Journalismus und Vertrauen“.
2015 war Blöbaum Senior Fellow am Alfried Krupp Wissenschaftskolleg Greifswald.

## Veröffentlichungen (Auswahl)
- Nachrichtenagenturen in den Nord-Süd-Beziehungen. Eine Studie zur Entwicklung, Struktur und Reform der Weltnachrichtenordnung, Berlin 1983
- Journalismus als soziales System. Geschichte, Ausdifferenzierung und Verselbständigung, Opladen 1994 (Doktorarbeit)
- (Hrsg.): Zwischen Redaktion und Reflexion. Integration von Theorie und Praxis in der Journalistenausbildung, Münster 2000 (Das Buch beschreibt die Entstehung und Entwicklung von Indopendent als Theorie/Praxis-Projekt)
- (Hrsg.): Hauptsache Medien. Berufsbiographische Interviews mit Journalisten, PR-Praktikern und Werbern, Berlin 2008
- (Hrsg.): Trust and communication in a digitized world. Models and concepts of trust research, Wiesbaden 2016